# Нераспределённая прибыль
Нераспределенная прибыль (англ. retained earnings) представляет собой совокупную накопленную чистую прибыль компании, которая удерживается от распределения в конце отчетного периода. В конце этого периода чистая прибыль (или чистый убыток), сформированный на тот момент, переносится со счёта прибылей и убытков на счёт нераспределенной прибыли. В случае, когда баланс счёта нераспределенной прибыли оказывается отрицательным, то эти накопления называются накопленными убытками (англ. accumulated losses), нераспределенными убытками (англ. retained losses) или накопленным дефицитом (англ. accumulated deficit).
Любой положительный остаток на счёте (кредитное сальдо) может быть капитализирован путем выпуска премиальных акций, после чего остаток на счете становится доступным для распределения дивидендов среди акционеров, а остаток после распределения переносится на последующий период. Некоторые законы, в том числе законы большинства штатов США, требуют, чтобы дивиденды выплачивались только из положительного баланса счета нераспределенной прибыли на момент выплаты. Это защищает кредиторов от ликвидации компании в результате выплаты дивидендов. Однако в некоторых штатах разрешена практика выплаты дивидендов, приводящая к увеличению накопленного дефицита компании. Эти выплаты называются ликвидационными дивидендами (англ. liquidating dividend) или ликвидационными денежными дивидендами (англ. liquidating cash dividend).
В бухгалтерском учете нераспределенная прибыль на конец одного отчетного периода представляет собой остаток нераспределенной прибыли на начало последующего периода, к которой затем добавляется чистая прибыль или чистый убыток за текущий период и из которой вычитаются премиальные акции, выпущенные в текущем периоде, и дивиденды, выплаченные за этот же текущий период.
В случае публичной компании, накопленный отрицательный баланс счета нераспределенной прибыли («накопленный дефицит») может прокоментирован отдельно в заключении бухгалтера в так называемом разделе «Ongoing Concern» (рус. «Аспект, вызывающий беспокойство»), находящемся в конце обязательной финансовой отчетности Комиссии по ценным бумагам и биржам на конец каждого квартала.
Нераспределенная прибыль является частью собственного капитала в балансе компании. Отчет о движениях в нераспределенной прибыли представляется наряду с отчетностью о накопленной прочей совокупной прибыли и отчётом об изменениях капитала, в котором приводяется изменения в долевом капитале.
В связи с принципом двойной записи учёта методом начисления нераспределенная прибыль не представляет собой избыточные денежные средства, доступные компании. Напротив, они отражают то, как компания распорядилась своей прибылью (то есть распределила ли она ее в виде дивидендов или реинвестировала в хозяйственную деятельность). При реинвестировании нераспределенная прибыль отражается как увеличение активов (которые могут включать денежные средства) или уменьшение обязательств в балансе.

## Средства акционеров компании
Когда общая сумма активов превышает общую сумму обязательств, акционеры имеют положительный собственный капитал (положительная балансовая стоимость). И наоборот, когда общие обязательства превышают общую сумму активов, акционеры имеют отрицательный акционерный капитал (отрицательную балансовую стоимость), который также иногда называют дефицитом акционеров. Дефицит акционеров не означает, что акционеры должны денежные средства корпорации, поскольку они владеют только ее чистыми активами и не несут ответственности за ее обязательства, хотя это и есть одно из определений неплатежеспособности. Это означает, что стоимость активов компании должна превысить ее обязательства, прежде чем акционеры будут владеть положительной стоимостью собственного капитала компании.
Нераспределенная прибыль = остаток нераспределенная прибыль на начало периода + чистая прибыль текущего периода со счета прибылей и убытков – дивиденды, выплаченные в текущем периоде.

## Налоговые последствия
Как правило, чистая прибыль компании, полученная за рассматриваемый финансовый год, облагается налогом. Сумма, добавленная к счету нераспределенной прибыли, обычно представляет собой чистую прибыль после уплаты налогов. В большинстве случаев в большинстве юрисдикций накопленная прибыль, удержанная от распределения, не облагается налогом. Однако это создает возможность для уклонения от уплаты налогов, поскольку ставка корпоративного налога обычно ниже, чем более высокие предельные ставки для некоторых индивидуальных налогоплательщиков. Налогоплательщики с более высоким доходом могут «оставлять» прибыль в частной компании вместо того, чтобы выплачивать его в виде дивидендов, которые затем облагаются налогом по индивидуальным ставкам. Чтобы исключить эту налоговую льготу, в некоторых юрисдикциях взимается налог на нераспределённую прибыль частных компаний, который, как правило, составляет самую высокую индивидуальную предельную ставку налога.
Выпуск премиальных акций, даже если он финансируется за счет нераспределенной прибыли, в большинстве юрисдикций не рассматривается как распределение дивидендов и как следствие не облагается налогом в руках акционера.
Нераспределенная прибыль компании увеличивает акционерный капитал компании, что увеличивает стоимость пакета акций каждого акционера. Это приводит к росту цены акций, что может привести к необходимости уплаты налога на прирост капитала при продаже этих акций.
Решение о том, необходимо ли корпорации удержать чистую прибыль или выплатить ее в виде дивидендов, зависит от нескольких факторов, включая, помимо прочего:
- Режима налогообложения дивидендов[англ.] и
- Средств, необходимых для реинвестирования в корпорацию (удержание прибыли от распределения по акциям, англ. retention).

На решение о размере прибыли, которую корпорации следует удержать, влияет ряд факторов, в том числе:
- Размер чистой прибыли.
- Возраст предприятия
- Дивидендная политика корпорации
- Планы относительно модернизации и расширения компании в будущем.